# Margem Esquerda (Bilbau)

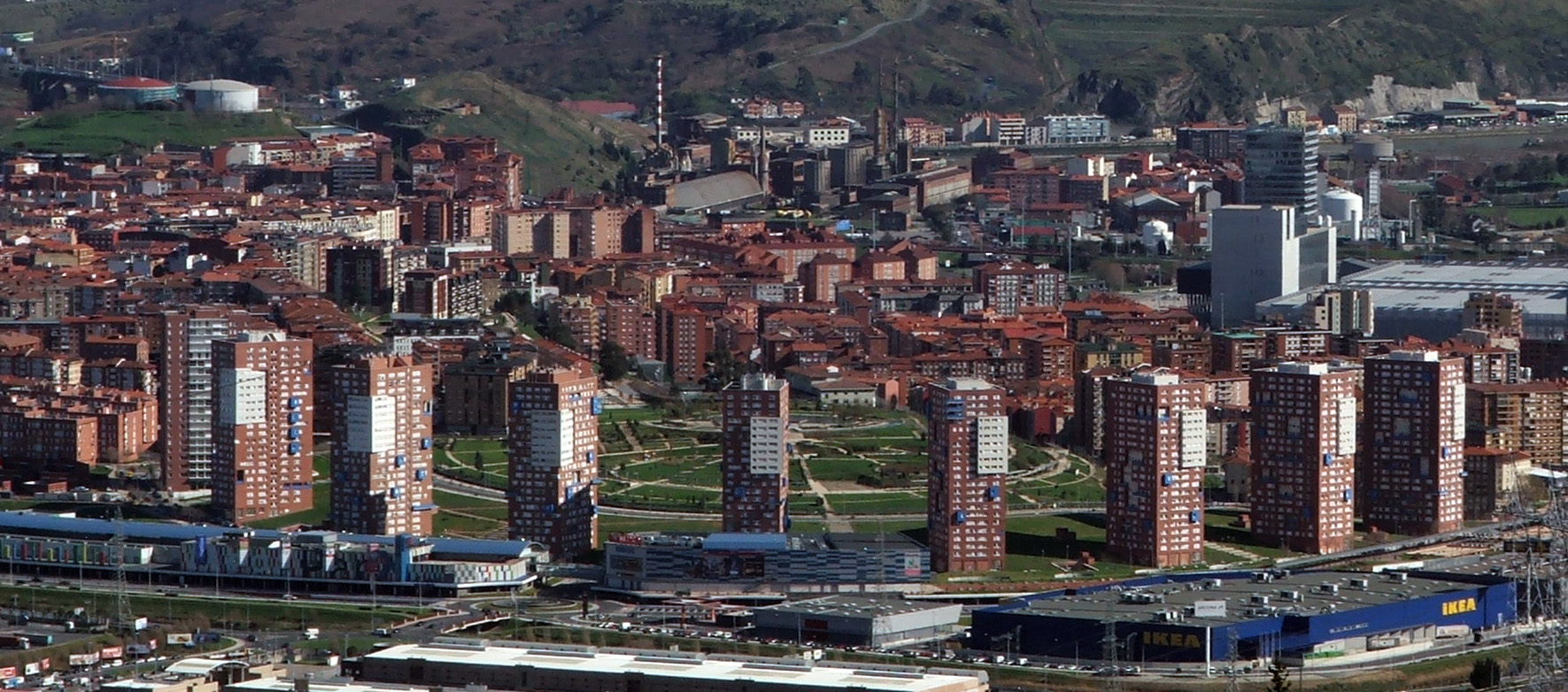
Torres de São Vicente, em Baracaldo.

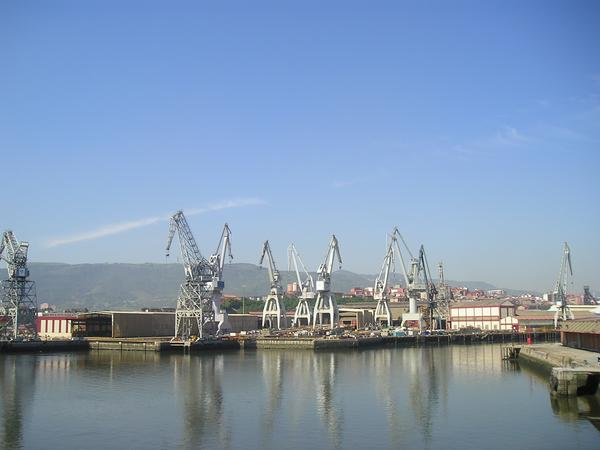
Estaleiros de Sestao

A Margem Esquerda (do Nervión) (em castelhano: Margem Esquerda; em basco: Ibai-Ezkerraldea ou, mais usualmente, Ezkerraldea) é uma área urbana (ou subcomarca) da Grande Bilbau. Como o nome indica, situa-se na margem esquerda (ocidental) da ria de Bilbau, ou seja, o último troço antes da foz do rio Nervión. É um nome comum, não oficial, criado no final do século XIX, na época da industrialização.
Inicialmente o termo aplicava-se também à zona mineira das Encartaciones, mas acabou por se aplicar apenas aos municípios ribeirinhos de Baracaldo (95 260 habitantes), Sestao (31 000 habitantes), Portugalete (49 700 habitantes), Santurce (47 000 habitantes). Antes da promulgação da Ley de Ayuntamientos del Reino de 1841, as crónicas referiam-se a parte da zona como Vale de Somorrostro, ou simplesmente Somorrostro, um topónimo praticamente extinto.
É uma zona tradicionalmente operária, fabril e mineira, ainda que, desde a reconversão industrial, a indústria tenha perdido muito do seu peso de antigamente. É a zona de maior implantação (e mais antiga, pois remonta a finais do século XIX) do socialismo basco e foi onde surgiu o comunismo basco.
Geograficamente também se poderia incluir na "Margem Esquerda" o município de Ciérvana (criado em 1993 por divisão do de Abanto y Ciérvana), mas este tem características sociológicas muito diferentes do resta das zonas riberinhas a ocidente da ria.